# Берли (округ)
Округ Берли (англ. Burleigh County) — округ в центральной части штата Северная Дакота в США. Население 69 416 человек (перепись 2000 года). Административный центр — Бисмарк, столица штата. Общая площадь территории округа — 4320 км² (из них 97,9 % занимает суша).